# Stowarzyszenie Koty Rasowe
Stowarzyszenie Koty Rasowe (SKR) – stowarzyszenie osób zainteresowanych amatorską hodowlą kotów rasowych, działające na terenie Polski z siedzibą w Warszawie.
Prezesem federacji jest Anna Surowiecka.

## Historia
Stowarzyszenie powstało w roku 2005. 3 sierpnia 2008 Stowarzyszenie Koty Rasowe stało się pełnoprawnym członkiem World Cat Federation.

## Działalność
Celem SKR jest oparta na podstawach naukowych organizacja hodowli kotów rasowych dla osiągnięcia jak najwyższego poziomu pod względem hodowlanym i estetycznym oraz popularyzacji kotów rasowych wśród polskiego społeczeństwa.
Stowarzyszenie Koty Rasowe realizuje swoje cele poprzez:
- prowadzenie Polskiej Księgi Rodowodowej oraz Międzynarodowego Rejestru Przydomków Hodowlanych (nazwa hodowli kotów),
- reprezentowanie interesów polskiej felinologii przed władzami i instytucjami w kraju oraz międzynarodowymi organizacjami felinologicznymi,
- organizowanie i uczestniczenie w imprezach felinologicznych (wystawy, pokazy, konkursy),
- rozwijanie i popieranie działalności propagandowej, wydawniczej oraz naukowo-badawczej w zakresie felinologii,
- współpracę w dziedzinie felinologii z zakładami naukowymi i naukowo-badawczymi oraz klubami felinologicznymi w kraju i zagranicą,
- organizowanie zebrań, wykładów, kursów,
- organizowanie szkolenia, i doskonalenia sędziów, asystentów, stewardów oraz służb pomocniczych,
- czuwanie nad przestrzeganiem przez członków SKR ogólnych zasad etyki w zakresie hodowli i chowu kotów.